# Plano
Plano je město ležící ve středu státu Texas ve Spojených státech amerických. V roce 2010 mělo 259 841 obyvatel, což jej zařadilo na 9. místo v Texasu a na 71. místo v celých Spojených státech. Je součástí aglomerace Dallas-Fort Worth.
Své centrály má zde spousta společností zvučných firem, kupříkladu Alliance Data, Cinemark Theatres, Dell Services, Dr Pepper, Snapple Group, Ericsson, Frito-Lay, HP Enterprise Services, J. C. Penney, Pizza Hut, Rent-A-Center, a Siemens PLM Software. Zakladatel společnosti EDS Ross Perot byl kandidátem na prezidenta Spojených států.

## Zajímavosti
V roce 2005 bylo město vyhlášené CNN za nejlepší město pro život na západě Spojených států. V roce 2006 se v rámci celých Spojených států umístilo na 11. místě. V roce 2008 Forbes zařadil Plano spolu s Highland Parkem a University Parkem mezi tři nejlepší předměstí Dallasu. V roce 2008 dokonce United States Census Bureau zařadil Plano jako nejbohatší město Spojených států v kategorii města nad 250 000 obyvatel.